# راصد لوحة مفاتيح
راصد لوحة مفاتيح (بالإنجليزية: Keylogger)‏ هو نوع من برامج التجسس يُرسَل عبر البريد الإلكتروني أو يُنزل بواسطة المستخدم من أحد المواقع غير الموثوقة أو يكون ضمن البرامج المجانية وأنت لا تعلم بذلك، حيث يقوم بنقل كافة ما يكتب بلوحة المفاتيح إلى جهات بعيدة عادةً إلى صاحب البرنامج أو مرسله، وهو من أخطر البرمجيات الخبيثة والذي يعد عمله أشبه ما يكون بعمل حصان طروادة ويستخدم لمراقبة أجهزة معينة ومعرفة ما يكتب عليها. مثل كلمات المرور وتفاصيل بطاقات الائتمان.

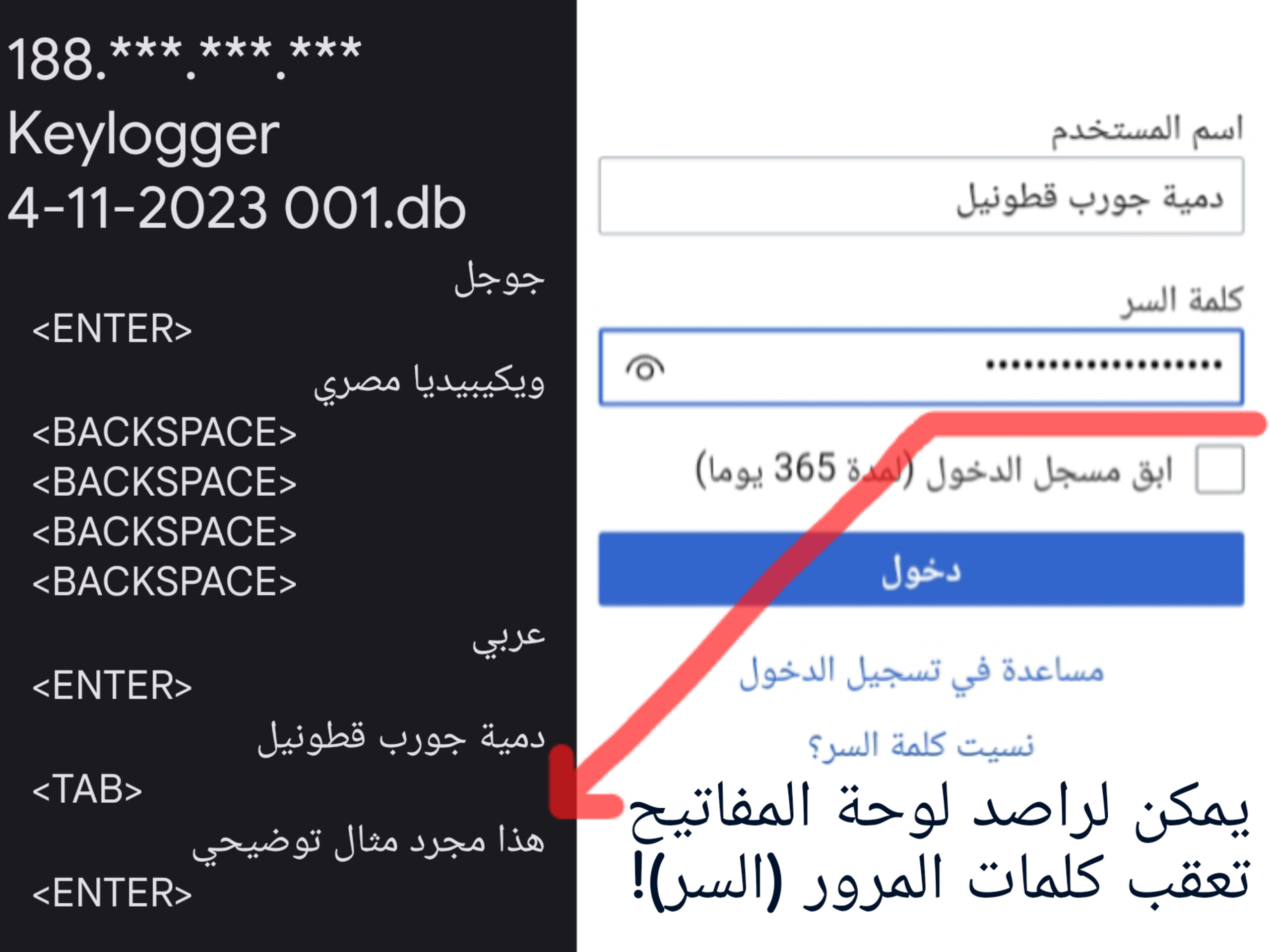
في اليمين يظهر جهاز الضحية يكتب البريد الإلكتروني وكلمة المرور بموقع ويكيبيديا وفي اليسار ما يراه صاحب البرنامج من عمليات بحث وتفاصيل تسجيل الدخول من اسم المستخدم وكلمة المرور

## التعريف
أكثریة مستخدمي خدمة البريد الإلكتروني الیوم یعرفون الحد الأدنى اللازم من الإجراءات اللازمة حول الرسائل الكاذبة المسماة تصيد احتيالي والتي تصل باسم شركة أو مصرف أو شخص معین في حین أنھا لیست من المصدر المعلن عنه وھدفھا الوحید ھو سرقة المعلومات الخاصة بالمستخدم من تفاصيل البطاقة الائتمانية أو كلمات مرور.
مع كثرة الحدیث عن ھذه الظاھرة، وارتفاع حدة التحذیرات الخاصة بھا بصورة متكررة ومع وصول قصص إلى نشرات الأخبار عن ضحایا كُثر لمثل ھذه الرسائل، ربما تكون رسائل البريد الإلكتروني في طریقھا إلى الموت البطيء مع أنھا لم تتوقف بالكامل بعد.
الحقیقة ھي أن الظاھرة الجدیدة والتي تسمى رصد لوحة المفاتيح غطت آثار مجرمي الإنترنت على برامج التصيد الإحتيالي التي نتجت عن رسائل الإحتيال، والتي تعمل بصمت تام على نسخ كل ما یكتبه المستخدم بواسطة لوحة المفاتیح خلال عمله على جھاز الكمبیوتر، تكون في العادة مخبأة في برامج أخرى على الجھاز، تبدأ التثبيت بمجرد تنزيلها وتبدأ عملھا. أدى ھذا بالمختصین إلى تصنیف ھذه البرامج كأحصنة طروادة تھاجم الجھاز من الداخل. في منتصف شھر فبرایر (شباط) من عام 2009، ھاجمت الشرطة الفیدرالیة البرازیلیة مواقع في مدینة كامبينا جراندي الجنوبیة ومناطق أخرى وألقوا القبض على 55 شخصًا –منهم تسعة راصدين للوحة المفاتيح تحت السن القانوني– بتھمة تثبيت برامج مخالفة على أجھزة أعداد كبیرة من المواطنین البرازیلیین تسجل ما كتبوه خلال استخدامھم للكمبیوتر للوصول إلى حساباتھم المصرفية على الإنترنت. برامج صغیرة جدًا قامت بتسجیل أسماء المستخدمين وكلمات مرورهم وأرسالھا إلى أفراد العصابة. المبالغ التي تمت سرقتھا بھذه الطریقة منذ بدایتھم العمل بھذا الأسلوب في شھر مایو (أيار) من العام 2008 مبلغ 4.7 ملیون دولار من مئتي حساب مختلف من ستة مصارف.

## كیفية العمل
آلية عملھا لا تختلف كثیرًا عن آلية العمل التي تتبعھا معظم فيروسات الكمبيوتر؛ فھو یدخل عن طریق الثغرات الأمنية ویقوم بمراقبة لوحة المفاتیح ومعالجة الإدخالات وتحویل البیانات من الكمبيوتر إلى قاعدة بيانات المترصد.. ھذا الأسلوب أكثر خطورة من رسائل التصيد، حيث أن رسائل التصيد الإحتيالي لن تسبب أي ضرر ما لم یقم المستخدم بالرد علیھا أو بفتح صفحات الإنترنت أو المرفقات التي تحتویھا، في حین أن برامج ترصد لوحة المفاتيح لا تحتاج لأي رد فعل من المستخدم فھو یبدأ في عمله بمجرد تمكنه من التسلل إلى الجهاز.
عندما یقوم المستخدم بإدخال اسم المستخدم وكلمة المرور الخاصة به، یقوم برنامج الترصد بنسخ ھذه المعلومات (بالإضافة إلى عنوان أو صورة الموقع الذي زاره) وحفظھا في ملف. بعد ھذا یتم إرسال الملف إلى موقع معین على الإنترنت أو إلى خادم أو إلى قاعدة بيانات حيث یقوم المترصد بالبحث فيه للوصول إلى المعلومات التي یریدھا، فإن أھداف برامج ترصد لوحة المفاتيح یتم اختیارھا ببراعة، فھي تنتظر اتصال الضحایا بالإنترنت لكي تبدأ في العمل، وعندما تدخل الضحیة موقع إنترنت ذا أھمیة بالنسبة لمن أرسلھا (موقع مصرفي، موقع يتم ادخال بطاقات ائتمان فيه، أو غیرھا) تبدأ في التسجیل".

## راصد لوحة مفاتيح سلكي

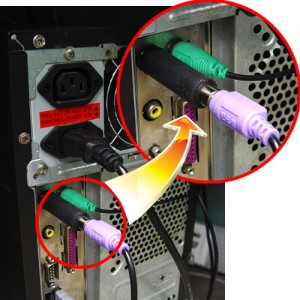

بالإضافة للبرمجيات الخبيثة واحصنة الطروادة يوجد قطعة توصل بين لوحة المفاتيح واللوحة الأم تعمل نفس الشيء لذا عند استخدام أي جهاز في مكان عام أو مقهى إنترنت، تأكد بأن لوحة المفاتيح موصولة بشكل مباشر ولا توجد أي قطعة أو وصلة بين لوحة المفاتيح والجهاز.

## راصد لوحة مفاتيح لاسلكي
توجد بعض البرامج الخبيثة تتمكن من تسجيل الإدخال أو كل ما يدخل بواسطة لوحة المفاتيح لاسلكية حتى المشفرة منها. لذا ينصح دائمًا باستخدام لوحات الإدخال السلكية في الاستعمالات الحساسة كالدخول على الحسابات المصرفية أو المعلومات ذات السرية أو المهمة.